# Dre and Vidal
Dre & Vidal sont des compositeurs et paroliers de RnB et hip-hop américain. Le groupe est composé de deux compositeurs : Andre Harris et Vidal Davis.

## Biographie
Dre & Vidal avaient 8 ans quand ils se sont rencontrés grâce à leurs oncles qui étaient des instrumentistes du groupe The Winans.
Ils ont produit pour des artistes comme Chris Brown, Mary J. Blige, Usher, Ciara, Mariah Carey, Destiny's Child, Alicia Keys, etc.
En 2001, ils travaillèrent avec Michael Jackson pour son album Invincible.

## Discographie
- Andre' Harris - It Was Jesus, 2004 (East-N-)

### Productions
- Michael Jackson - Butterflies
- Usher - Caught Up, Superstar, Follow Me, Here I Stand
- Chris Brown - "Yo (Excuse Me Miss)", "Poppin'", "Hold Up"
- Ciara - "Oh"
- Mariah Carey - "Clown", "Lullaby"
- Destiny's Child - "T-Shirt"
- 3LW - Point of No Return
- Alicia Keys - "So Simple"
- Mario - Good News Bad news
- Amerie - "Just Like Me"
- Mary J. Blige - "Hurt Again," "Can't Hide From Love", "Father In You", "Gotta Be Something More", "Power Of Love", "Hold On (feat. Ludacris)", "Give Me Your Love Or Way Down", "Would Have Gave It All", "Healing"
- Floetry - "Getting Late", "Hello", "Mr Messed Up", (Floetic)
- The Game - "Hustler's Dream"
- Jamie Foxx - "Go To Waste"
- Joe - "Perfect Match"
- Ginuwine - "More"
- Macy Gray - "Things That Made Me Change"
- Glenn Lewis - "Lonely", "Is It True", "It's Not Fair"
- Monica - "Stop", "Thought You Had My Back"
- Jill Scott - "The Way", "I Keep", "Love Rain"
- Nuyorican Soul -"Nuyorican Soul"
- Ruben Studdard - "After The Candles Burn"
- Charlie Wilson - "Keep It Movin", "Stamina"
- Young Buck - "I'm A Soldier", Walk With Me"
- The Notorious B.I.G. ft. The Game & Faith Evans - "1970 Somethin'"
- Donell Jones - "Do It All", "September Love"
- Ludacris - "War With God" (Release Therapy)
- Kirk Franklin - Hero
- Kenny Lattimore - Weekend
- 112 - Na Na Na/To The Crib
- Fantasia Barrino - Baby Makin' Hips, I Nominate You
- Sammie - What About Your Friend (Sammie)* Trey Songz - Store Run
- Bobby V ft. Fabolous - Let Him Go
- Eric Roberson - Presents: The Vault, Vol. 1.5
- Shea Norman - My Heart Depends on You
- Masters at Work - Our Time Is Coming
- Justin Timberlake - Justified
- Musiq Soulchild - "Aijuswanaseing"
- Carl Thomas - "Let's Talk About It"

## Bandes originales
- Gangsta Cop, 1999 (OST)
- Once in the Life, 2000 (OST)
- Down to Earth, 2001 (OST)
- Rush Hour 2, 2001 (OST)
- Brown Sugar, 2002 (OST)

## Récompenses & nominations
- Grammy R&B/Rap : Nommés en 2001